# Overland (Missouri)
Overland és una població dels Estats Units a l'estat de Missouri. Segons el cens del 2000 tenia 16.838 habitants.

## Demografia
Segons el cens del 2000, Overland tenia 16.838 habitants, 7.012 habitatges, i 4.494 famílies. La densitat de població era de 1.484,3 habitants per km².
Dels 7.012 habitatges en un 29,7% hi vivien nens de menys de 18 anys, en un 42,8% hi vivien parelles casades, en un 16,4% dones solteres, i en un 35,9% no eren unitats familiars. En el 29,7% dels habitatges hi vivien persones soles l'11,6% de les quals corresponia a persones de 65 anys o més que vivien soles. El nombre mitjà de persones vivint en cada habitatge era de 2,4 i el nombre mitjà de persones que vivien en cada família era de 2,96.
Per edats la població es repartia de la següent manera: un 24,7% tenia menys de 18 anys, un 8,3% entre 18 i 24, un 30,9% entre 25 i 44, un 21% de 45 a 60 i un 15,1% 65 anys o més.
L'edat mediana era de 37 anys. Per cada 100 dones de 18 o més anys hi havia 89,2 homes.
La renda mediana per habitatge era de 34.437 $ i la renda mediana per família de 43.655 $. Els homes tenien una renda mediana de 31.168 $ mentre que les dones 25.352 $. La renda per capita de la població era de 18.266 $. Entorn del 6,6% de les famílies i el 9,7% de la població estaven per davall del llindar de pobresa.

## Poblacions més properes
El següent diagrama mostra les poblacions més properes.